# Tedania scotiae
Tedania scotiae är en svampdjursart som beskrevs av Stephens 1915. Tedania scotiae ingår i släktet Tedania och familjen Tedaniidae. Inga underarter finns listade i Catalogue of Life.